# Porte de Beaulieu
La porte de Beaulieu est une porte d'eau qui faisait partie de l'enceinte d'Aire-sur-la-Lys et contrôlait l'entrée des eaux de la Lys dans la ville.

## Histoire
La porte d'eau comporte d'origine une arche pour l'entrée des eaux de Lys dans la ville encadrée par deux tours.
Au XVIIe siècle, les tours et le rempart les reliant sont arasés. La porte perd son rôle défensif au XVIIe siècle quand elle est englobée dans un nouveau bastion dit également de Beaulieu, la Lys continuant de circuler vers la ville par une ouverture dans la face gauche du bastion avant de parvenir à l'ancienne porte d'eau.
En 1850, la voute s'effondre, elle est reconstruite en la divisant en deux arches de dimensions égales.